# Amongelatina
Amongelatina es una dinamita amoniacal de alta eficiencia para romper rocas tenaces y de gran dureza.

## Descripción
Dinamita amoniacal de alta eficiencia para romper rocas tenaces y de gran dureza. Sobresalen sus propiedades de alta densidad, alta velocidad de detonación y su excelente resistencia al agua, lo que da como resultado un producto de alta energía para producir un óptimo efecto rompedor en cualquier tipo de terreno o faena, a excepción de minas de carbón.